# Al-Mohammadi-moskee
De Al-Mohammadi-moskee is een grote moskee in de Habous-wijk van Casablanca in Marokko. Het werd gebouwd rond 1935 en de bouw ervan werd gesponsord door sultan Mohammed V, naar wie het is vernoemd.
De bouw van de moskee begon op 29 juni 1934 en werd twee jaar later officieel ingehuldigd. Het is ontworpen door de architecten August Cadet en Edmond Brion, die ook betrokken waren bij het ontwerp van andere gebouwen in de Habous-wijk, waaronder de nabijgelegen al-Yusufi-moskee. Het ontwerp van het gebouw verwijst naar de traditionele Marokkaanse islamitische architectuur, waarbij sommige details zijn geïnspireerd op de architectuur van de Qarawiyyin-moskee in Fes. Het heeft een oppervlakte van ongeveer 3.600 m² en biedt plaats aan maximaal 6000 tot 8000 gelovigen. In 2007 onderging de moskee een grote restauratie.